# Bifurcación de Morton

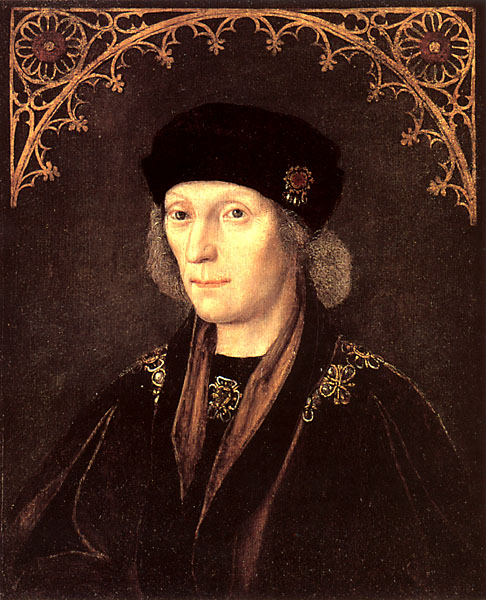
Enrique VII en 1457

Una bifurcación de Morton es un tipo de falso dilema en el que observaciones contradictorias llevan a la misma conclusión. Se dice que se originó con la recaudación de impuestos por John Morton. 
El primer uso conocido del término data de mediados del siglo XIX y la única mención anterior conocida es una afirmación de Francis Bacon de una tradición existente.

## Dilema
Bajo Enrique VII, John Morton fue nombrado arzobispo de Canterbury en 1486 y Lord Canciller en 1487. Recaudó fondos de impuestos para su rey al sostener que alguien que vive modestamente debe ahorrar dinero y, por lo tanto, podría pagar impuestos, mientras que alguien que vive de manera extravagante obviamente era rico y, por lo tanto, también podría pagar impuestos. El Morton's Fork pudo haber sido inventado por otro de los partidarios de Henry, Richard Foxe.
En algunos casos, como el uso original de la falacia por parte de Morton, puede ser que una de las dos observaciones sea probablemente válida, pero la otra es puramente sofística. 
En otros casos, puede ser que no se pueda confiar en ninguna observación para respaldar adecuadamente la conclusión. Por ejemplo, afirmar que una persona sospechosa de un crimen, si está actuando nerviosamente debe tener algo de lo que sentirse culpable, mientras que una persona que actúa con calma y confianza debe ser practica o experta en ocultar la culpa. Por lo tanto, cualquiera de las observaciones tiene poco o ningún valor probatorio, ya que cada una podría ser evidencia de la conclusión opuesta.

## Ejemplos
El " golpe de bifurcación de Morton " es una maniobra en el juego del bridge que usa el principio de Morton's Fork.
Un episodio de la serie de televisión Fargo se titula " Morton's Fork ", por el dilema.  También se menciona en el episodio 16 de la temporada 5 de NCIS Los Angeles, "Fish Out of Water". 